# Морской, Владимир Савельевич
Влади́мир Саве́льевич Морско́й (при рождении — Ву́льф Саве́льевич Мордко́вич) (8 января 1899, Екатеринослав — 1952, Ивдель, Свердловская область, РСФСР, СССР) — советский журналист, театральный критик, педагог. Стоял у истоков кафедры театроведения в Театральном институте г. Харькова, активно участвовал в культурной жизни города и страны с 1920-х по конец 1940-х годов.

## Биография
Родился в Екатеринославе, из мещан, в 1900 году переехал с родителями в г. Харьков. Отец — Мордкович Савелий Маркович (1867—1939), мать — Мордкович Клара Вульфовна (1875—1929).
Окончил гимназию, посещал консерваторию, где учился игре на скрипке. В 1917 году проверял телеграммы на почте и телеграфе в качестве «революционного» работника. В марте 1918 года поступил в Харьковский Медицинский институт, где с перерывами учился 4 года. Перед захватом Харькова в 1919 году армией Деникина эвакуировался в Саратов, откуда вернулся в декабре 1919 года после захвата города большевиками.
В 1919 году вступил в ВКП(б), учебу в мединституте совмещал с работой в качестве секретаря и культработника в штабе войск внутренней охраны Республики — «ВОХР». С 1922 года начал работу в газете «Пролетарий», поменяв имя и фамилию на журналистский псевдоним — Владимир Морской. После объединения газеты «Пролетарий» с газетой «Коммунист» работал в должности секретаря отдела до 1924 года.
29 января 1925 года был исключён из коммунистической партии без права вступления «как „шкурник“, который проник в партию ради собственных интересов», впоследствии исключён из мединститута. Подозревался в злоупотреблении своим положением в редакции газеты, из бюджетных средств которой, как предполагалось, выдавал кредиты. Это обвинение впоследствии резко отрицал и назвал абсурдным. Также был уличён в участии в религиозных обрядах (заключал брак с первой женой, своей однокурсницей Верой Дубецкой в синагоге), в частном предпринимательстве (помогал тестю работать в мыловаренном предприятии во времена НЭПа), а также в том, что во время ссоры ударил свою жену. Подал апелляцию на решение партийной тройки, в результате чего Харьковская губернская контрольная комиссия ВКП(б) изменила формулировку обвинения на «за отрыв от масс», убрав предписание об исключении «без права вступления» и приостановив процесс по отстранению Морского от работы в газете.
В мединституте В. Морской не восстанавливался, сконцентрировавшись на работе журналистом в газете «Пролетарий». Работал в газете более 10 лет репортером, секретарем отдела, заведующим отделом и ответственным секретарем редакции. В 1936 году перешёл на работу в газету «Харьковский рабочий», где два года был заведующим отделом культуры. В 1938 году начал работу в харьковской газете «Красное знамя» в качестве сотрудника секретариата, а затем ответственного секретаря редакции.
В начале Великой Отечественной войны оставался в Харькове фактически до последних дней обороны города от германских войск. В октябре 1941 года эвакуировался в г. Андижан, где сначала работал на швейной фабрике, а затем стал литературным секретарем газеты «Сталинское знамя».
В мае 1942 года, во время контрнаступления РККА на харьковском направлении, по указанию Харьковского обкома КП(б)У был переведен близко к линии фронта, в г. Купянск Харьковской области, где 2 месяца работал в редакции газеты «Соцхарьковщина». После немецкого контрудара и оккупации германскими соединениями Купянска вернулся в Андижан, где продолжал работать в «Сталинском знамени» до 1944 года.
С возвращением в Харьков Морской продолжил работать в «Красном знамени» как ответственный секретарь редакции, а затем в течение трёх лет возглавлял отдел культуры этой газеты. В 1946 году восстановился в партии, несмотря на предыдущие проблемы.
Во второй половине 1940‑х годов В. Морского, как крупнейшего театрального критика города, пригласили на новую кафедру харьковского Театрального института читать «Практикум по театральной критике».

### Послевоенные годы, борьба с «космополитизмом»
В марте 1949 года повторно исключён из партии, а также уволен с должности заведующего отделом культуры в газете «Красное знамя» и преподавателя Театрального института «…за антипатриотическую деятельность и космополитизм, выражаемый в ряде написанных им рецензий из театрального искусства». Был подвергнут критике за свое недовольство современным театром, смелое эссе про актрису Валентину Чистякову, вдову расстрелянного в лагере режиссёра Леся Курбаса, дружбу с семьей арестованного накануне войны Александра Введенского, а также приятельские отношения с гипнотизёром Вольфом Мессингом, который во время визитов в Харьков неоднократно бывал в гостях у четы Морских.
В течение 7 месяцев не мог устроиться на работу. С ноября 1949 года по весну 1950 года работал на Харьковской кинофабрике контролёром качества. По словам народного артиста Украины Бориса Табаровского, критик нажил себе личных врагов среди практиков театра, написавших доносы на критика.
Арестован 8 апреля 1950 года и решением Особого Совещания при МГБ СССР от 23 декабря 1950 года признан виновным в совершении преступлений по ст. 54-10 ч.1 (антисоветская агитация и пропаганда) Уголовного кодекса УССР. Приговорён к отбыванию наказания в лагерях сроком на 10 лет. Вину свою признал лишь частично.
Погиб в г. Ивдель Свердловской области в 1952 году, отбывая срок в Ивдельлаге. Благодаря обращению своей вдовы Галины Воскресенской в КГБ СССР посмертно реабилитирован в 1956 году.
Владимир Морской был женат четыре раза. Дочь от первого брака, Лариса Морская, несмотря на то, что её родители развелись, когда девочке был всего год, тесно общалась с отцом до самого его ареста. Правнучка — украинская поэтесса и писательница Ирина Потанина.

"Морской на экскурсии в Берлине" (надпись на оборотной стороне). В.Морской в центре. 1927 год[2]
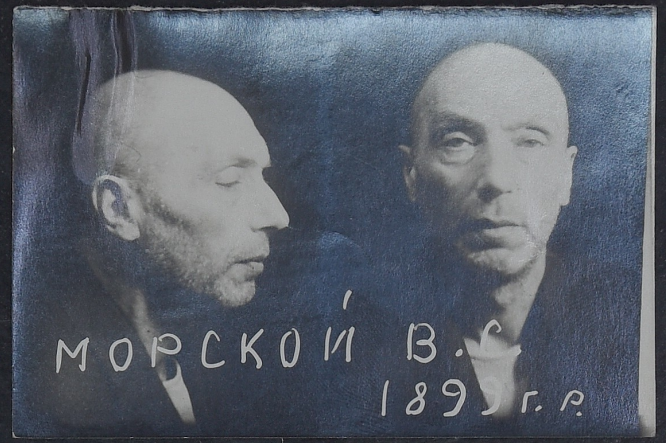
Фото из следственного дела, 1950 год

## Творчество
1930-е — период становления Владимира Морского как театрального критика. Морской вошел в театральный процесс вслед за такими выдающимися театральными критиками «березольского» времени, как Ю. Смолич, И. Туркельтауб, В. Хмурый.
Отличительной особенностью работ В. Морского был универсализм. Глубокие познания в области литературы и драматургии, знание классической живописи, понимание музыки и владение знаниями в области музыкального театра, широкие познания в области кино, острый язык и лёгкое перо позволяли Морскому одновременно быть и любимцем читателя, и проводить действительно глубокий анализ театральной жизни города.
За свою жизнь Морской написал не одну сотню статей в газетах «Пролетарий», «Коммунист», «Харьковский рабочий», «Красное знамя». Работы Морского для республиканских изданий «Правда Украины», «Советская Украина», «Радянське мистецтво» и «Театр», особенно литературные портреты театральных деятелей, считаются классикой советского театроведения[кем?].
Стиль рецензий В. Морского отличался тонким чувством юмора. К примеру, говоря о постановке пьесы «Устим Кармелюк» В. Суходольского в харьковском Театре рабочей молодёжи, В. Морской прибёг к такому высказыванию: «Уделив основное внимание Кармелюку, В. Суходольский оставил в тени народ. Часто он у него молчит — и совсем не в пушкинском смысле».
В 1940-е критик полюбил жанр творческого портрета. Писал про драматических актеров В. Чистякову, И. Марьяненко, А. Крамова, оперную певицу С. Мостовую, а также искренне восхищался творчеством артиста эстрадного направления Аркадия Райкина.
Нередко критиковал советскую драматургию, и говорил, что по сравнению с европейской она находится еще «в пеленках». В своей рецензии 1937 года на спектакли «Жена Клода» и «Банкир» в Харьковском государственном академическом украинском драматическом театре имени Т. Шевченко Морской критиковал современную ему советскую драматургию. Открыто критикуя фаворита советского режима, драматурга и писателя А. Корнейчука, писал, что «в пьесе внешнее нередко закрывает внутреннее».
В своей рецензии на работу Харьковского театра музыкальной комедии, опубликованной 2 сентября 1948 года в газете «Красное знамя», В.Морской назвал оперетту «Летучая мышь» И. Штрауса старой венской опереттой, «…которая отличается от современной как роза от чертополоха».
В годы борьбы с космополитизмом характеризовался советскими органами как «…критик, который терроризирует харьковские театры», «…сквозь зубы говорит о лучших советских пьесах и спектаклях и нажил себе печальную славу своими вульгарными шутками». Харьковская организация Союза советских писателей назвала его диверсантом, который сталкивал театры с правильного пути.
Учениками Морского были доктор искусствоведения В. Айзенштадт и автор нескольких монографий о деятелях театра Харькова Л. Попова. Соратниками, работавшими в возглавляемом Морским отделе и снятыми с должностей одновременно с начальником — Л. Лившиц и Б.Милявский.